# Familien-Bande
Familien-Bande (Originaltitel: Roommates) ist eine Tragikomödie von Peter Yates aus dem Jahr 1995.

## Handlung
Pittsburgh, 1963: Nachdem die Eltern des sechsjährigen Michael Holzcek verstorben sind, soll er nach dem Willen seiner Angehörigen ins Waisenhaus. Nur sein Großvater Rocky, ein 75 Jahre alter polnischstämmiger Bäcker, will das nicht zulassen und adoptiert seinen Neffen kurzerhand.
Dem agilen alten Mann gelingt es entgegen den Bedenken der Familie das Kind gut aufzuziehen. Michael nimmt nach seiner Schulausbildung ein Medizinstudium in Columbus auf, wo er sich eine Wohnung mit sechs chinesischstämmigen Mitstudenten teilt. Sein eigenständiges Leben läuft aus dem Ruder als das Haus seines mittlerweile fast hundertjährigen Großvaters abgerissen werden soll, dieser sich aber weigert auszuziehen. Michael überredet Rocky schließlich dazu, zu ihm in seine Wohngemeinschaft zu ziehen, wo dieser entgegen allen Erwartungen gut mit den weiteren Mitbewohnern zurechtkommt.
Michael verliebt sich in Beth, die jedoch auf strikte Ablehnung durch Rocky trifft. Trotzdem heiraten die beiden, bekommen zwei Kinder und ziehen schließlich zurück nach Pittsburgh, wo sich der zwischenzeitlich fertig ausgebildete Michael als Arzt niederlässt. In Columbus wird der zwischenzeitlich weit über 100 Jahre alte, bislang noch immer als Bäcker berufstätige Rocky krank, woraufhin auch er nach Pittsburgh zurückkehrt und bei seiner Familie einzieht. In den folgenden Jahren verbessert sich die Beziehung zu Beth, während Michael als Arzt Karriere macht. Als Beth bei einem Verkehrsunfall ums Leben kommt, ist es an Rocky, seiner Familie ein letztes Mal beizustehen. Er stirbt schließlich im biblischen Alter von 107 Jahren.

## Hintergrund
Die Figur des Rocky altert während des Filmes um 30 Jahre. Die Maskenbildner Colleen Callaghan, Greg Cannom und Robert Laden waren 1996 für den Oscar in der Kategorie Bestes Make-up und beste Frisuren nominiert.

## Kritik
„Als Film eine eindimensionale, lauwarme Imitation einst erfolgreicher komödiantischer Melodramen.“